# Junior Songfestival 2003
Junior Songfestival 2003 (нидерл. ) — 1-й песенный конкурс Junior Songfestival.
Конкурс Junior Songfestival 2003 организовали в связи с подтверждением участия Нидерландов на Детском Евровидении 2003.
Полуфинал конкурса не проводился. Финал прошёл 20 сентября 2003 года.
Победителем конкурса стал Роэл Фелиус с песней Mijn ogen zeggen alles.

## Финал
Финал конкурса прошёл 20 сентября 2003 года. Девять участников выступили со своими авторскими песнями.
| № | Финалист                              | Песня                     | Перевод                     | Баллы | Место |
| - | ------------------------------------- | ------------------------- | --------------------------- | ----- | ----- |
| 1 | Айлин Санкак и Реми де Бовезье Уотсон | Weet waaraan je begint    | Знайье, с чего вы начинаете | 34    | 6     |
| 2 | Айза Ренардус                         | 1000 dromen               | 1000 дроменов               | 23    | 8     |
| 3 | Валери Керлингфорд                    | Leef je droom             | Живи своей мечтой           | 96    | 2     |
| 4 | Клэр Кольридж и Манук Бунстра         | Verliefd op een jongen    | Влюблена в мальчика         | 20    | 9     |
| 5 | Хедвиг ван Левен                      | ik ben verliefd           | Я влюблён                   | 57    | 4     |
| 6 | Роэл Фелиус                           | Mijn ogen zeggen alles    | Мои глаза говорят всё это   | 118   | 1     |
| 7 | Том Шравен                            | Dansen in het licht       | Танцующий в свете           | 84    | 3     |
| 8 | Тесса Филикс и Марлоес Борст          | Ik had het bijna gevraagd | Я чуть не спросил           | 29    | 7     |
| 9 | Жасмин Игве                           | Mijn radio                | Моё радио                   | 44    | 5     |